# Provincia di Guantánamo
Guantánamo è la regione più orientale di Cuba, il cui capoluogo è la città di Guantanamo. Prende il nome dal gruppo indigeno ormai scomparso che risiedeva nella zona. La regione finisce con la base navale americana di Guantanamo.
Ha un'area totale di 6.176 km² e una popolazione di 508.576 abitanti la metà di questi vive nella capitale.
Occupa il decimo posto tra le province del paese per estensione e l'undicesimo per popolazione.
Questa regione è per lo più montagnosa con i rilievi di Sagua-Baracoa con la altura predominante della Sierra del Curial, pico El Gato (1.181 m).
La laguna principale è la Salada. Le montagne di Nipe-Sagua-Baracoa dominano la regione dividendo sia il clima che il paesaggio. La costa settentrionale è la più umida del paese mentre quella meridionale è la più calda.
La sua cultura e architettura sono diverse dal resto dell'isola essendo influenzate dalla vicina Haiti e dalla presenza di numerosi immigrati giamaicani.
Le case di Guantánamo assomigliano infatti più a quelle dei quartieri francesi di New Orleans che a quelle di La Havana.

## Università
Il sistema di educazione superiore della provincia è costituito da 4 Università: 
Il Centro universitario de Guantánamo, la Universidad Pedagógica e la Facultad de Ciencias Médicas.

## Scienza
Guantánamo è terra di famosi ingegneri e scienziati (cubani e stranieri) come il naturalista tedesco Juan Cristóbal Gundlach e l'ingegnere Leticio Salcines.

## Economia
Nel territorio di Guantánamo risiedono più di mezzo milione di persone. Le produzioni di cocco, caffè, sale, canna da zucchero e coltivazioni agricole varie sono fondamentali nell'economia dell'isola. Ultimamente crescono le produzioni di valvole, bombole industriali, biciclette, utensili per l'agricoltura, mobili e prodotti dell'industria alimentare. L'arte è caratterizzata dal folklore rappresentato dal changüi, strumento musicale dei nativi, dalla tumba francesa e molte altre tradizioni locali.

## Comuni
La provincia di Guantánamo è suddivisa in dieci comuni.
| Comune              | Popolazione (2004) | Superficie (km²) | Localizzazione          | Note       |
| ------------------- | ------------------ | ---------------- | ----------------------- | ---------- |
| Baracoa             | 81794              | 977              | 20.350556°N 74.510278°W |            |
| Caimanera           | 10562              | 366              | 19.995°N 75.159722°W    |            |
| El Salvador         | 45662              | 637              | 20.209722°N 75.222778°W |            |
| Guantánamo          | 244603             | 741              | 20.136944°N 75.213889°W | Capoluogo  |
| Imías               | 20959              | 524              | 20.076944°N 74.651667°W |            |
| Maisí               | 28276              | 525              | 20.243333°N 74.155833°W | La Máquina |
| Manuel Tames        | 14200              | 526              | 20.180556°N 75.051389°W |            |
| Niceto Pérez        | 17783              | 640              | 20.127778°N 75.341944°W |            |
| San Antonio del Sur | 26509              | 585              | 20.056944°N 74.807778°W |            |
| Yateras             | 20358              | 664              | 20.350278°N 74.924167°W | Palenque   |

## Geografia fisica

### Clima
Come nel resto del paese, a Guantánamo è presente un clima tropicale caratterizzate da un'estate piuttosto calda e precipitazioni così distribuite nelle due stagioni principali: nella stagione delle piogge che va da maggio a ottobre cadono il 70% delle precipitazioni mentre nella stagione secca il restante 30%.

I venti della regione sono alisei che derivano dallo scontro dell'alta pressione subtropicale con la bassa pressione equatoriale. Il rilievo Sagua-Baracoa devia però la direzione degli alisei, e quindi una parte della regione è più piovosa e umida dell'altra.